# CBS 표준FM
CBS 표준FM은 대한민국의 방송국 CBS기독교방송의 라디오 채널 중 하나이다. 수도권에서 FM 98.1MHz, AM 837kHz로 방송되며 24시간 방송된다. 1954년에 AM 방송이 개국되었으며, 1998년에 표준FM 방송이 개국되었다. 해외에서는 CBS기독교방송의 인터넷 라디오인 《RAINBOW》와 《만나》로 청취할 수 있다. 각 프로그램 (뉴스 제외)에는 편지와 엽서뿐 아니라 휴대전화를 이용해서 짧은 문자메시지(#1212-정보이용료 50원 별도), 긴 문자메시지, 사진(#1212-정보이용료 100원 별도), 인터넷 라디오 《RAINBOW》, 카카오톡 플러스친구 《CBS라디오》를 통해 방송에 참여할 수 있다.

## 특징
1980년 언론통폐합으로 광고방송(상업광고방송)이 중단되었다가 9년 만에 1989년 1월 1일에 광고방송(상업광고방송)이 다시 재개되었다.

## 연혁
- 1954년 4월 2일 - 체신부장관으로부터 AM 라디오 방송허가 취득 (호출부호 HLKY, 주파수 중파 840kHz, 출력 5kW)
- 1954년 12월 25일 - 대북방송 시작
- 1957년 8월 15일 - 출력을 10kW로 증강, 남북지향성 방송 실시, 방송시간 1일 10시간으로 연장
- 1963년 12월 10일 - 출력 1㎾로 증강(RCA BTA-1A)
- 1964년 2월 2일 - 부산CBS AM 주파수 1475kHZ → 1400kHz 변경 출력 250W → 1kW 증강
- 1965년 1월 1일 - 1일 방송시간 18시간으로 연장
- 1966년 12월 30일
  - HLKY 중앙방송 출력 50kW로 증강, 방송시간 1일 19시간으로 연장
  - 송신소를 경기도 고양군 지도면 행주내리 373번지(현 경기도 고양시 덕양구 행주내동 373-1번지)로 이전
- 1968년 4월 13일 - 부산CBS AM 송신소 부산 사하구 하단동에 신축 이전, 출력 1kW -> 10kW 증강
- 1971년 4월 10일 - 출력 10㎾로 증강, 주파수 MW 1010㎑로 변경
- 1971년 5월 8일 - 출력 10Kw로 증강 → 주파수 MW 1250kHz로 변경
- 1975년 11월 1일 - 주파수 변경(MW 1,000㎑)
- 1978년 11월 12일 - 주파수 1250kHz → 1251kHz로 변경
- 1978년 11월 23일
  - 부산CBS AM 주파수 1400kHz -> 1404kHz로 변경
  - 광주CBS 주파수 변경(999㎑)
- 1979년 5월 31일 - 부산CBS AM 송신소 부산 남구 용호동으로 이전
- 1988년 4월 28일 - 예비 송신기 변경(1㎾→10㎾ 한진 BA-10KB)
- 1989년 1월 1일 - 광고방송(상업광고방송) 재실시.
- 1991년 9월 19일 - 조야동 AM 라디오 조야 송신소 기공.
- 1992년 3월 3일 - 조야동 AM 라디오 조야 송신소 신축 이전 준공.
- 1998년 10월 14일 - CBS 표준FM 가허가 취득 (주파수 초단파 98.1MHz, 출력 10kW)
- 1998년 12월 15일 - CBS 표준FM 개국 (HLKY-SFM, 주파수 초단파 98.1MHz, 10kW 관악산 송신소로 전파 발사, 수도권 지역)
- 1998년 12월 22일 - 부산CBS 표준FM 개국 (HLKP-SFM, 주파수 초단파 102.9MHz, 5kW 황령산 송신소로 전파 발사, 부산 지역)
- 1999년 3월 25일 - 대구CBS 표준FM 개국(HLKT-SFM, 주파수 초단파 103.1MHz, 5kW 팔공산 송신소로 전파 발사, 대구,경북 지역)
- 1999년 5월 4일 - 광주CBS 표준FM 개국(HLCL-SFM, 주파수 초단파 103.1MHz, 5kW 무등산 송신소로 전파 발사, 광주,전남 지역)
- 2000년 10월 24일 - 포항CBS 표준FM 개국(HLCB-SFM, 주파수 초단파 91.5MHz, 3kW 도음산 송신소로 전파 발사, 포항 지역)
- 2000년 11월 6일 - 전남CBS 표준FM 개국(HLCL-FM, 주파수 초단파 102.1MHz, 2kW 구봉산산 송신소로 전파 발사, 전남동부 지역)
- 2001년 3월 8일 - 경남CBS 표준FM 개국 (HLCC-SFM, 주파수 초단파 106.9MHz, 5kW 불모산 송신소로 전파 발사, 창원 지역)
- 2010년 1월 29일 - 목포 서부지사 개소
- 2012년 3월 25일 - 전북CBS 표준FM 남원 중계소 개국(FM 90.7MHz).
- 2012년 8월 28일 - AM 주 안테나 태풍 볼라벤으로 인한 붕괴.
- 2012년 12월 6일 - AM 주 안테나 변경 신고(90m) 및 역 L형 예비안테나 설립
- 2013년 7월 11일 - 전북CBS 표준FM 고창 중계소 개국(FM 96.3MHz).
- 2013년 8월 1일 - 대구CBS 안동 중계소 설립 허가
- 2014년 6월 25일 - 대구CBS 표준FM 안동 중계소 개국 (초단파 92.3MHz, 500W 안동 중계소로 전파 발사, 안동 지역)
- 2015년 6월 10일 - 전남CBS 표준FM 순천 남산 중계소 개국(FM 89.5MHz).
- 2016년 11월 21일 - 경남CBS 표준FM 진주 중계소 개국 (초단파 94.1MHz, 250W 망진산 중계소로 전파 발사, 진주 지역)
- 2017년 - CBS 표준FM 경기 남부 중계소 허가 (초단파 100.7MHz, 경기 남부 지역)
- 2018년 - CBS 표준FM 경기 남부 중계소 개국 (초단파 100.7MHz, 경기 남부 지역)
- 2020년 8월 18일 - 코로나19 확진자 발생으로, 모든 프로그램이 정시 뉴스를 제외하고 음악 방송을 대체 편성[1]
- 2020년 8월 20일 - CBS 표준FM 라디오 정규 프로그램 정상화 (낮 12시부터)
- 2022년 7월 12일 - 대구CBS 조야 송신소 AM 주파수 1251kHz AM 방송 송출 중단.
- 2022년 11월 8일 - 광주CBS 신룡 송신소 AM 999kHz 6개월간 운용 휴지.
- 2023년 5월 8일
  - 광주CBS 신룡 송신소 AM 주파수 999kHz AM방송 송출 중단.
  - 전북CBS 오산 송신소 AM 주파수 1314kHz AM방송 송출 중단.
  - 부산CBS 용호 송신소 AM 주파수 1404kHz AM방송 송출 중단.

## 방송 프로그램(편성표)
라디오 설교 프로그램의 경우, 지역의 FM 프로그램은 지역 교회의 설교로 대체하여 방송하고 있다.
매일에는 오전 10시, 낮 12시, 오후 3시에 대신 CBS 본사 뉴스 수중계를 내보낸다.
 2025년 6월 30일 기준 
| 매일 04:00                    | 새 아침입니다                                                                                         | 전국방송                    | 전국방송                         | 전국방송  | 전국방송               | 전국방송         | 전국방송            | 전국방송  | 전국방송  | 전국방송                                       | 전국방송         | 전국방송         | 전국방송 | 전국방송        |
| 매일 04:55                    | CBS 교계뉴스                                                                                          | 전국방송                    | 전국방송                         | 전국방송  | 전국방송               | 전국방송         | 전국방송            | 전국방송  | 전국방송  | 전국방송                                       | 전국방송         | 전국방송         | 전국방송 | 전국방송        |
| 매일 05:00                    | 날마다 주님과 함께                                                                                    | 전국방송                    | 전국방송                         | 전국방송  | 전국방송               | 전국방송         | 전국방송            | 전국방송  | 전국방송  | 전국방송                                       | 전국방송         | 전국방송         | 전국방송 | 전국방송        |
| 월~토 05:30 05:55 일 05:30    | 성서강해 크리스천 칼럼 아침강단                                                                       | △ o                         | o                                | o         | o                      | x                | x o                 | o         | o         | x o                                            | x o              | x o              | x        | x               |
| 월~토 06:00                   | 정민아의 Amazing Grace (CBS 음악FM, JOY4U 동시방송)                                                   | 전국방송                    | 전국방송                         | 전국방송  | 전국방송               | 전국방송         | 전국방송            | 전국방송  | 전국방송  | 전국방송                                       | 전국방송         | 전국방송         | 전국방송 | 전국방송        |
| 일 06:00 일 06:30             | 복음의 메아리 믿음 위에 서서                                                                          | o                           | o                                | o         | o                      | o x              | o                   | o         | o         | o                                              | o                | o                | o        | o               |
| 월~토 07:00                   | CBS 아침뉴스                                                                                          | 전국방송                    | 전국방송                         | 전국방송  | 전국방송               | 전국방송         | 전국방송            | 전국방송  | 전국방송  | 전국방송                                       | 전국방송         | 전국방송         | 전국방송 | 전국방송        |
| 월~토 07:10 일 07:00 일 07:30 | 김현정의 뉴스쇼 주말 뉴스쇼 영락의 강단 진리의 말씀                                                   | o o o                       | o o                              | o o       | o o                    | o o              | o o o               | o o       | o x o     | o o                                            | o o o            | o o              | o o      | o o             |
| 일 08:00                      | CBS 광장                                                                                              | 전국방송                    | 전국방송                         | 전국방송  | 전국방송               | 전국방송         | 전국방송            | 전국방송  | 전국방송  | 전국방송                                       | 전국방송         | 전국방송         | 전국방송 | 전국방송        |
| 매일 09:00                    | 그대 창가에 알렉스입니다 (월~토) 그대 창가에 이명희입니다 (일)                                        | 전국방송                    | 전국방송                         | 전국방송  | 전국방송               | 전국방송         | 전국방송            | 전국방송  | 전국방송  | 전국방송                                       | 전국방송         | 전국방송         | 전국방송 | 전국방송        |
| 매일 10:00                    | CBS 뉴스                                                                                              | o                           | o                                | x o       | x o                    | x o              | x o                 | x o       | x o       | x o                                            | x o              | x o              | x o      | o               |
| 매일 10:05                    | 그대 창가에 알렉스입니다 (월~토) 그대 창가에 이명희입니다 (일)                                        | o o                         | o x                              | o x       | o x                    | o o              | o x                 | o o       | o o       | o o                                            | o o              | o x              | o x      | o o             |
| 매일 11:00                    | CBS 뉴스                                                                                              | 전국방송                    | 전국방송                         | 전국방송  | 전국방송               | 전국방송         | 전국방송            | 전국방송  | 전국방송  | 전국방송                                       | 전국방송         | 전국방송         | 전국방송 | 전국방송        |
| 매일 11:05                    | 김윤주의 랄랄라                                                                                       | o(월~토) x(주일)            | o(월~토) x(주일)                 | o         | o(평일,주일) X(토요일) | o(월~토) x(주일) | o                   | o         | o         | o                                              | x                | o(월~토) x(주일) | o        | o               |
| 매일 12:00                    | CBS 뉴스                                                                                              | x o                         | x o                              | o o       | x o                    | x o              | x o                 | o         | o o       | o                                              | o o              | x o              | x o      | x o             |
| 매일 12:05 매일 13:05         | 유지수의 해피송                                                                                       | o(평일 1부 x(평일 2부,주말) | o(평일 1부 x(평일 2부,주말)      | x(주말 o) | x(토요일 1부 o)        | x                | △(평일 x) △(평일 x) | x(주일 o) | x(주일 o) | o x                                            | x                | x                | x        | o(주일 x)       |
| 매일 14:00                    | CBS 뉴스                                                                                              | 전국방송                    | 전국방송                         | 전국방송  | 전국방송               | 전국방송         | 전국방송            | 전국방송  | 전국방송  | 전국방송                                       | 전국방송         | 전국방송         | 전국방송 | 전국방송        |
| 매일 14:05                    | 이봉규의 어떤가요 김은영의 축복송                                                                     | x o                         | x o                              | o         | o x                    | x o              | o                   | o         | x o       | o                                              | x o              | x o              | o        | o               |
| 매일 15:00                    | CBS 뉴스                                                                                              | o                           | o                                | x o       | x o                    | o                | x o                 | x o       | x o       | o                                              | x o              | x o              | x o      | x o             |
| 매일 15:05                    | 이봉규의 어떤가요 김은영의 축복송                                                                     | x o                         | x o                              | o         | o                      | x o              | o                   | o         | x o       | o                                              | x o              | x o              | o        | o               |
| 매일 16:00                    | CBS 뉴스                                                                                              | 전국방송                    | 전국방송                         | 전국방송  | 전국방송               | 전국방송         | 전국방송            | 전국방송  | 전국방송  | 전국방송                                       | 전국방송         | 전국방송         | 전국방송 | 전국방송        |
| 매일 16:05                    | 유영석의 팝콘                                                                                         | o x(주일)                   | o(월~토요일 1부만 방송) x (주일) | o         | o x                    | o(주일 x)        | x(주말 o)           | o         | o         | o                                              | o                | x o x            | o x      | o               |
| 매일 17:00                    | 유영석의 팝콘 CBS 뉴스                                                                                | x o                         | x o                              | x o       | x o                    | x o              | x o                 | x o       | x o       | o                                              | o                | x o              | x o      | x o             |
| 평일 17:30 주말 17:05         | 박지환의 뉴스톡 530 유영석의 팝콘                                                                     | o x o x(주일)               | o x x                            | o x x     | o x x                  | o x o x(주일)    | o x x               | o x x     | o x o     | o x o                                          | o x x            | o x o x          | o x x    | o x x           |
| 매일 18:00                    | 박재홍의 한판승부 (평일) 주말엔 CBS (주말)                                                            | 전국방송                    | 전국방송                         | 전국방송  | 전국방송               | 전국방송         | 전국방송            | 전국방송  | 전국방송  | 전국방송                                       | 전국방송         | 전국방송         | 전국방송 | 전국방송        |
| 매일 19:00                    | 박재홍의 한판승부 (평일) 주말엔 CBS (주말)                                                            | 전국방송                    | 전국방송                         | 전국방송  | 전국방송               | 전국방송         | 전국방송            | 전국방송  | 전국방송  | 전국방송                                       | 전국방송         | 전국방송         | 전국방송 | 전국방송        |
| 매일 19:30                    | 이강민의 잡다한 지식사전                                                                              | 전국방송                    | 전국방송                         | 전국방송  | 전국방송               | 전국방송         | 전국방송            | 전국방송  | 전국방송  | 전국방송                                       | 전국방송         | 전국방송         | 전국방송 | 전국방송        |
| 매일 20:00                    | CBS 뉴스                                                                                              | 전국방송                    | 전국방송                         | 전국방송  | 전국방송               | 전국방송         | 전국방송            | 전국방송  | 전국방송  | 전국방송                                       | 전국방송         | 전국방송         | 전국방송 | 전국방송        |
| 월~토 20:05 일 20:05 일 20:35 | 하효진의 라이키팝 (월~토) 새롭게 하소서 (일요일만 전국방송) 장병의 시간 (일요일만 전국방송)           | o                           | o                                | o         | o                      | o                | o                   | o         | o         | o                                              | x(월~토) o(주일) | o                | o        | x(평일) o(주말) |
| 매일 21:00                    | CBS 뉴스                                                                                              | o                           | o                                | o         | x                      | o                | o                   | o         | o         | o                                              | o                | o                | o        | o               |
| 매일 21:05                    | 새롭게 하소서 사랑의 동산                                                                             | x o                         | x o                              | o         | x                      | o x              | x                   | o x o     | o x o     | o x o                                          | o x o            | o x o o          | o x o o  | o x o           |
| 매일 21:30                    | 5분 메시지                                                                                            | △                           | △                                | o         | x                      | o x              | o x                 | o x       | o x       | o x                                            | o x              | o x              | o x      | o x             |
| 매일 21:35                    | 라디오 강단                                                                                           | △ o                         | o                                | o         | o                      | o                | o                   | o         | o         | o                                              | o                | o                | o        | o               |
| 매일 22:00                    | 박성욱의 CCM CAMP (JOY4U 동시방송)                                                                    | 전국방송                    | 전국방송                         | 전국방송  | 전국방송               | 전국방송         | 전국방송            | 전국방송  | 전국방송  | 전국방송                                       | 전국방송         | 전국방송         | 전국방송 | 전국방송        |
| 매일 23:00                    | CBS 교계뉴스                                                                                          | o                           | o                                | x         | x                      | x                | x                   | x         | x         | x                                              | o                | o                | x        | o               |
| 매일 23:05                    | 박성욱의 CCM CAMP (JOY4U 동시방송)                                                                    | 전국방송                    | 전국방송                         | 전국방송  | 전국방송               | 전국방송         | 전국방송            | 전국방송  | 전국방송  | 전국방송                                       | 전국방송         | 전국방송         | 전국방송 | 전국방송        |
| 매일 00:00                    | 말씀의 향기 (재방송) (JOY4U 동시방송)                                                                 | 전국방송                    | 전국방송                         | 전국방송  | 전국방송               | 전국방송         | 전국방송            | 전국방송  | 전국방송  | 전국방송                                       | 전국방송         | 전국방송         | 전국방송 | 전국방송        |
| 매일 00:05                    | 김은영의 축복송 (재방송) (JOY4U 동시방송)                                                             | 전국방송                    | 전국방송                         | 전국방송  | 전국방송               | 전국방송         | 전국방송            | 전국방송  | 전국방송  | 전국방송                                       | 전국방송         | 전국방송         | 전국방송 | 전국방송        |
| 매일 01:55                    | 찬송의 향기 (재방송) (JOY4U 동시방송)                                                                 | 전국방송                    | 전국방송                         | 전국방송  | 전국방송               | 전국방송         | 전국방송            | 전국방송  | 전국방송  | 전국방송                                       | 전국방송         | 전국방송         | 전국방송 | 전국방송        |
| 매일 02:00                    | 찬양하라 내 영혼아 (재방송) (부산, 대구, 광주CBS 음악FM, JOY4U 동시방송) (매월 마지막 주 화요일 정파) | o                           | o                                | o         | o                      | o                | o                   | o         | o         | x(월~토 (익일 화~일)) o (일요일 (익일 월요일)) | o                | o                | o        | o               |

## 주파수
CBS 표준FM의 지역별 주파수는 아래의 다음과 같다.
| 방송국             | 호출부호       | 송신소          | 표준FM     | 표준FM | 송신소 위치                                             | 개국일/변경일    | 수신가능지역                                                                                |
| 방송국             | 호출부호       | 송신소          | 주파수     | 출력   | 송신소 위치                                             | 개국일/변경일    | 수신가능지역                                                                                |
| ------------------ | -------------- | --------------- | ---------- | ------ | ------------------------------------------------------- | ---------------- | ------------------------------------------------------------------------------------------- |
| CBS 표준FM         | HLKY           | 능곡 송신소     | AM 837㎑   | 50㎾   | 경기 고양시 덕양구 행주내동 373-7                       | 1966년 12월 30일 | 서울, 인천, 경기                                                                            |
| CBS 표준FM         | HLKY-SFM(표준) | 관악산 송신소   | FM 98.1㎒  | 10㎾   | 경기 과천시 중앙동 산12-1 (넥스콘테크)                  | 1998년 12월 15일 | 서울, 인천, 경기                                                                            |
| CBS 표준FM         | HLKY-SFM(표준) | 경기남부 중계소 | FM 100.7㎒ |        | 경기 수원시                                             | 2018년           | 경기도 수원시, 오산시, 화성시, 평택시, 안성시, 충청남도 천안시, 아산시                      |
| 강원CBS 표준FM     | HLDC-FM        | 느랏재 송신소   | FM 93.7㎒  | 3㎾    | 강원 춘천시 동면 평촌리 산46-4                          | 1995년 5월 2일   | 강원특별자치도 춘천시, 철원군, 화천군, 양구군                                               |
| 강원CBS 표준FM     | HLDC-FM        | 홍천 중계소     | FM 93.7㎒  | 90W    | 강원 홍천군 홍천읍 연봉리 191-4                         |                  | 강원특별자치도 홍천군                                                                       |
| 강원CBS 표준FM     | HLDC-FM        | 윗도골 중계소   | FM 94.9㎒  | 200W   | 강원 원주시 소초면 수암리 산209-2 (G1방송)              | 2015년 4월 13일  | 강원특별자치도 원주시, 횡성군 일원, 경기도 이천시, 여주시, 양평군 일부                      |
| 강원영동CBS 표준FM | HLCO-FM        | 괘방산 송신소   | FM 91.5㎒  | 3㎾    | 강원 강릉시 강동면 정동진리 산19-1 (MBC강원영동)        | 2001년 8월 20일  | 강원특별자치도 강릉시 일원, 양양군, 속초시, 고성군, 동해시, 삼척시, 평창군 일부             |
| 강원영동CBS 표준FM | HLCO-FM        | 초록봉 중계소   | FM 91.9㎒  | 100W   | 강원 동해시 비천동 산243-2                              | 2020년 하반기    | 강원특별자치도 동해시, 삼척시 일원, 강릉시, 정선군 일부                                     |
| 강원영동CBS 표준FM | HLCO-FM        | 속초 중계소     | FM 91.9㎒  | 100W   | 강원 속초시 도문동 산321                                | 2020년 하반기    | 강원특별자치도 속초시 일원, 양양군, 고성군 일부                                             |
| 충북CBS 표준FM     | HLAC-FM        | 부모산 송신소   | FM 91.5㎒  | 3㎾    | 충북 청주시 흥덕구 지동동 산7-3                         | 1990년 6월 28일  | 충청북도 청주시, 진천군, 증평군, 세종특별자치시 일부                                        |
| 충북CBS 표준FM     | HLAC-FM        | 남산 중계소     | FM 99.3㎒  | 100W   | 충북 충주시 안림동 산57-37 (문스톤)                     | 2020년 하반기    | 충청북도 충주시                                                                             |
| 대전CBS 표준FM     | HLDX-SFM       | 식장산 송신소   | FM 91.7㎒  | 5㎾    | 대전 동구 낭월동 300 (TJB 대전방송)                     | 1998년 12월 21일 | 대전광역시, 세종특별자치시, 충청남도 천안시, 충청북도 청주시, 옥천군, 보은군, 영동군 일부   |
| 대전CBS 표준FM     | HLDX-SFM       | 내포 중계소     | FM 99.3㎒  | 100W   | 충남 예산군 응봉면 계정리 119-6                         | 2012년 6월 1일   | 충청남도 홍성군, 태안군, 서산시, 보령시, 당진시, 청양군                                     |
| 전북CBS 표준FM     | HLCM-SFM       | 모악산 송신소   | FM 103.7㎒ | 5㎾    | 전북 김제시 금산면 금산리 산1 (JTV 전주방송)            | 2000년 9월 7일   | 전북특별자치도 일부                                                                         |
| 전북CBS 표준FM     | HLCM-SFM       | 교룡산 중계소1  | FM 90.7㎒  | 200W   | 전북 남원시 산곡동 산25-1 (전주MBC)                     | 2012년 3월 25일  | 전북특별자치도 남원시, 순창군                                                               |
| 전북CBS 표준FM     | HLCM-SFM       | 고창 중계소     | FM 96.3㎒  | 100W   | 전북 고창군 고창읍 교촌리 산5                           | 2013년 7월 11일  | 전북특별자치도 고창군                                                                       |
| 광주CBS 표준FM     | HLCL-SFM       | 무등산 송신소   | FM 103.1㎒ | 5㎾    | 광주 북구 금곡동 산1-1 (kbc 광주방송)                   | 1999년 5월 4일   | 광주광역시, 전라남도 일부                                                                   |
| 전남CBS 표준FM     | HLCL-FM        | 구봉산 송신소   | FM 102.1㎒ | 2㎾    | 전남 여수시 여서동 산163-3 (여수MBC)                    | 2000년 11월 16일 | 여수시, 고흥군 일원, 광양시, 보성군, 곡성군, 구례군, 순천시 일부                            |
| 전남CBS 표준FM     | HLCL-FM        | 남산 중계소     | FM 89.5㎒  | 100W   | 전남 순천시 인제동 산42-2                               | 2015년 6월 10일  | 순천시, 보성군, 곡성군, 구례군, 광양시 일원, 여수시 일부                                    |
| 대구CBS 표준FM     | HLKT-SFM       | 팔공산 송신소   | FM 103.1㎒ | 5㎾    | 경북 영천시 신녕면 치산리 산141-5 (TBC)                 | 1999년 3월 25일  | 대구광역시, 경상북도 경산시, 구미시, 영천시, 칠곡군, 경주시, 김천시, 고령군, 성주군, 청도군 |
| 대구CBS 표준FM     | HLKT-SFM       | 안동 중계소     | FM 92.3㎒  | 500W   | 경북 안동시 남선면 현내리 1-5 (cpbc 대구가톨릭평화방송) | 2014년 6월 25일  | 경상북도 안동시, 영주시, 문경시, 상주시, 예천군, 의성군, 영양군, 청송군, 봉화군             |
| 포항CBS 표준FM     | HLCB-FM        | 도음산 송신소   | FM 91.5㎒  | 3㎾    | 경북 포항시 북구 흥해읍 대련리 1104-1 (포항MBC)         | 2000년 10월 24일 | 경상북도 포항시, 경주시, 영천시, 영덕군, 울진군                                             |
| 부산CBS 표준FM     | HLKP-SFM(표준) | 황령산 송신소   | FM 102.9㎒ | 5㎾    | 부산 연제구 연산2동 산181-3 (KNN)                       | 1998년 12월 22일 | 부산광역시, 경상남도 양산시                                                                 |
| 울산CBS 표준FM     | HLCD-FM        | 무룡산 송신소   | FM 100.3㎒ | 3㎾    | 울산 북구 어물동 산195-3 (KT)                           | 2004년 3월 30일  | 울산광역시, 경상남도 양산시 일부                                                            |
| 경남CBS 표준FM     | HLCC-SFM       | 불모산 송신소   | FM 106.9㎒ | 5㎾    | 경남 창원시 성산구 천선동 산213-8 (MBC경남)             | 2001년 3월 8일   | 경상남도 창원시, 김해시, 통영시, 거제시, 밀양시, 함안군, 의령군                             |
| 경남CBS 표준FM     | HLCC-SFM       | 망진산 중계소   | FM 94.1㎒  | 250W   | 경남 진주시 망경동 631 (MBC경남)                        | 2016년 11월 21일 | 경남서부 지역                                                                               |
| 제주CBS 표준FM     | HLKO-SFM       | 견월악 송신소   | FM 93.3㎒  | 3㎾    | 제주 제주시 봉개동 산78-1 (JIBS 제주방송)               | 2001년 6월 12일  | 제주시 지역                                                                                 |
| 제주CBS 표준FM     | HLKO-SFM       | 어음 중계소     | FM 90.9㎒  |        | 제주 제주시 애월읍 어음리 산72-4                        |                  | 제주시 지역                                                                                 |
| 제주CBS 표준FM     | HLKO-SFM       | 삼매봉 중계소   | FM 90.9㎒  | 1㎾    | 제주 서귀포시 서홍동 822-1 (JIBS 제주방송)              | 2001년 6월 12일  | 서귀포시 지역                                                                               |

## 로고송 (광고가 없는 시보)
- 사랑의 라디오 CBS CBS
- 정직과 세상을 가꾸는 CBS
- 감사의 마음 전하는 소리 CBS

## 제공 시보
- 삼성전자
- 현대캐피탈
- 기아자동차
- 현대자동차

## 시보 멘트
| “ | 굳은 소리 민족의 양심 AM 837KHz, 표준FM 98.1MHz CBS입니다. HLKY (광고 및 슬로건) 제공시보 O시를 알려드립니다 | ” |

| “ | 정직한 세상을 가꾸는 AM 837KHz, 표준FM 98.1MHz CBS입니다. HLKY (광고 및 슬로건) O시를 알려드립니다 | ” |

| “ | 뉴스 시사 전문채널, 표준FM 98.1MHz, AM 837KHz CBS 라디오입니다. HLKY (광고 및 슬로건) O시를 알려드립니다 | ” |

| “ | 당신을 믿습니다, 표준FM 98.1MHz, AM 837KHz 바르고 따뜻한 세상을 만드는 방송 CBS입니다. HLKY (로고송) 현재 시각, O시를 알려드립니다 | ” |

| “ | 표준FM 98.1MHz, AM 837KHz 바르고 따뜻한 세상을 만드는 방송 CBS 라디오입니다. HLKY 광고주가 O시를 알려드립니다 | ” |

| “ | 광고주가 OO시 30분을 알려드립니다. | ” |
|   | — 2020년 4월 1일 ~ 현재            |   |

| “ | OO시 30분입니다. 이어서 OOOO O부가 방송됩니다. | ” |
|   | — 2019년 1월 1일 ~ 현재                        |   |

| “ | FM 98.1MHz, AM 837KHz, CBS 라디오입니다. HLKY (광고 후) O시를 알려드립니다 | ” |

## 같이 보기
- MBC 표준FM
- FEBC FM
- TBS eFM
- MBC TV
- SBS TV
- MBN
- 퀴니
- 매직TV